# Ancienne église Saint-Méen de Cancale
L’église Saint-Méen de Cancale est un édifice religieux situé à Cancale, dans le département français d'Ille-et-Vilaine, en région Bretagne.

## Histoire
L'église a été bâtie par l'ingénieur et architecte Siméon Garangeau entre 1715 et 1727 à l'emplacement d'une église primitive remontant au Moyen Âge.
Trop petite, elle a été remplacée par l'actuelle église Saint-Méen, construite en 1875 par l'architecte Alfred-Louis Frangeul.
Depuis les années 1980, elle abrite le cinéma et le musée des Arts et traditions populaires de Cancale.
L'église est inscrite aux monuments historiques depuis le 29 décembre 1982.